# Аполінаризм
Аполінари́зм, аполінаріа́нство — богословське вчення Аполлінарія Лаодикійського і його послідовників, визнане єретичним на другому Вселенському соборі. Аполлінарізм сформувався частково як реакція Олександрійської школи богослов'я на христологію, висунуту главою Антіохійської школи єпископом Діодор Тарсійським який змагаєвся з нею. Через неузгодженість філософських підходів і неопрацьованості суворої христологичної термінології в ранньому християнстві тривалий час не могла вирішитися проблема уявлення, осмислення і опису феномена з'єднання в одній особі Ісуса Христа двох природ — божественної і людської. Аполлінарій Лаодикійський, переконаний прихильник Нікейського віровизначення (325 м), одним з перших почав послідовно розробляти саме цю проблематику, але він не розрізняв поняття «природа» і «іпостась». В результаті цього логічні висновки Аполлінарія передбачили монофізитство. Згідно з його думкою, єдність особистості неможлива без єдності природи, тому Христу була властива особлива складена боголюдська природа. Христос втілився, але не став людиною. Оскільки будь-яка людина складається з духу, душі і тіла, а у Боголюдини в момент боговтілення місце духу зайняв сам божественний Логос. Тим самим в аполінарізмі знімалося логічне протиріччя подвійності в єдності: якби у Христі поряд з божественним діяв ще й людський розум, неминуче схильний слабкості, свавіллю, «самовільно», Спаситель не став би досконалим, оскільки змушений був би постійно вести внутрішню боротьбу з власним немічним і гріховним, але цілком самостійним людським розумом. Своєрідною нагородою аполінарізму можна вважати те, що, генеруючи нові ідеї, нехай і відкинуті пізніше, він в результаті сприяв відточуванню формулювань ортодоксальної, діофізітскої, христологічної доктрини, відображеної в працях Григорія Нісського, Григорія Богослова і в документах Халкідонського Вселенського собору 451 р. Оригінальне, тлумачення аполлінарізму в XX в. було запропоновано С. М. Булгаковим.